# Denise Scott Brown

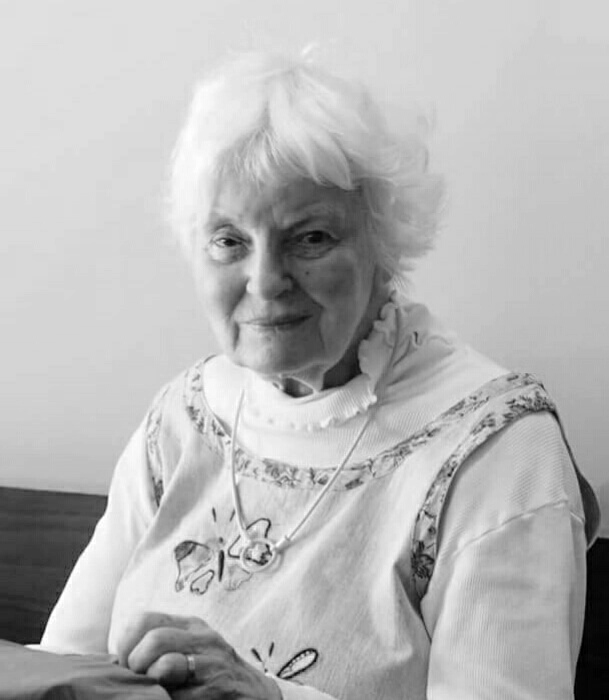
Denise Scott Brown

Denise Scott Brown  (* 3. Oktober 1931 als Denise Lakofski in Nkana, Nordrhodesien) ist eine bedeutende Vertreterin der postmodernen Architektur, besonders auch als Theoretikerin und Publizistin. Sie gehört mit ihrem Ehemann Robert Venturi zu den einflussreichsten Architekten des 20. Jahrhunderts.

## Leben
Denise ist die Tochter jüdischer Eltern, Simon Lakofski und Phyllis Hepker. Zwischen 1948 und 1952 studierte sie an der Witwatersrand-Universität in Johannesburg, wo sie ihren zukünftigen Mann, Robert Scott Brown, kennenlernte. 1952 reiste sie nach London, setzte ihre Ausbildung an der Architectural Association School of Architecture fort und schloss drei Jahre später das Studium mit einem Diplom in Architektur ab. Am 21. Juli 1955 heiratete Denise Lakofski in London Robert Scott Brown, das Paar verbrachte die nächsten drei Jahre mit Arbeit und Reisen in Europa. 1958 ging das Ehepaar nach Philadelphia, um an der University of Pennsylvania zu studieren. Im Jahr darauf kam ihr Ehemann bei einem Autounfall ums Leben. 1960 machte sie ihren Master in der Stadtplanung und wurde Dozentin an der Universität. Auf einer Sitzung in der Fakultät traf sie den Architekten Robert Venturi. 
In den nächsten Jahren unterrichtete sie an der University of California in Berkeley, war Co-Vorsitzende des Urban Design Programm an der University of California (UCLA) in Los Angeles, sowie an der Yale University in New Haven. Ende der 1960er-Jahre traf sie Venturi wieder, und sie heirateten am 23. Juli 1967 in Santa Monica. Aus der Ehe ging ein Sohn, James Venturi, hervor. Zusammen mit seinem Partner John Rauch eröffnete Venturi 1964 in Philadelphia ein Architekturbüro, 1967 kam Denise Scott Brown, Steven Izenour und David Vaughum hinzu. Unter dem Namen Venturi, Rauch & Scott Brown wurden in den Folgejahren zahlreiche renommierte Architekturprojekte realisiert, zum Beispiel die Benjamin-Franklin-Gedenkstätte (1972) sowie das Humanities Building and Social Sciences Building der State University of New York. 1986 übertrug man ihnen die Gestaltung des Erweiterungsbaus der National Gallery in London, wofür sie Entwürfe im Stile des postmodernen Klassizismus vorlegten. In mehreren Büchern hat das Ehepaar Robert Venturi und Denise Scott Brown das Denken und die Sichtweise auf Architektur mitverändert und einen wesentlichen Beitrag zur Architekturtheorie geleistet.
2018 widmete ihr das Architekturzentrum Wien die weltweit erste Einzelausstellung zu ihrem Werk als Stadtplanerin und Architektin. In ihrem Begleitvideo zur Ausstellung erklärt die südafrikanisch-amerikanische Architektin, sie sei «ein vielfaches Rätsel» – ein «multiple conundrum» –, zu rätselhaft vielleicht auch für den Pritzkerpreis, den sie zweimal verpasste: einmal, als Robert Venturi ihn allein entgegennahm, das zweite Mal, als eine Petition für eine rückwirkende Anerkennung abgewiesen wurde.

## Auszeichnung und Ehrungen
- 2007 Design Mind Award
- 2007 Cooper-Hewitt National Design Awards
- 2007 Athena Award
- 2002 Vincent J. Scully Preis
- 1997 Ehrenmitgliedschaft im Bund Deutscher Architekten BDA
- 1996 Topaz Medaille
- 1993 Mitgliedschaft in der American Academy of Arts and Sciences
- 1992 National Medal of Arts
- 1985 AIA Firm Award
- 2006 Mitglied der American Philosophical Society[4]

## Schriften
- Learning from Pop. Casabella 359–360 (December 1971). In: K. Michael Hays: Architecture theory since 1968. The MIT Press, Cambridge, Mass. 1998, ISBN 0-262-08261-6, S. 60–67.
- mit Robert Venturi und Steven Izenour: Learning from Las vegas, Revised Edition. MIT Press, Cambridge Massachusetts 1977, ISBN 0-262-72006-X.
  - Dt. Übersetzung: Learning from Las Vegas – Der vergessene Symbolismus der architektonischen Form. Vieweg, Braunschweig / Wiesbaden 1979, ISBN 3-528-08753-6.
- mit Robert Venturi: A view from the Campidoglio: selected essays; 1953–1984. Harper & Row, New York 1984, ISBN 0-06-438851-4.